# Veprîk, Hadeaci
Veprîk (în ucraineană Веприк) este o comună în raionul Hadeaci, regiunea Poltava, Ucraina, formată numai din satul de reședință.

## Demografie
Componența lingvistică a comunei Veprîk
     Ucraineană (98,42%)
     Rusă (1,48%)
     Alte limbi (0,03%)
Conform recensământului din 2001, majoritatea populației comunei Veprîk era vorbitoare de ucraineană (98,42%), existând în minoritate și vorbitori de rusă (1,48%).